# Kościół Najświętszego Zbawiciela w Poznaniu
Kościół Najświętszego Zbawiciela – zabytkowa świątynia przy ul. Fredry 11 w Dzielnicy Cesarskiej w Poznaniu. 

## Historia
Wzniesiony w latach 1866–1869 w stylu neogotyckim według projektu Augusta Stülera i wykonującego plany szczegółowe Juliusza Hochbergera dla parafii ewangelickiej. Fundatorem był Fryderyk Wilhelm IV, który na ten cel przeznaczył sumę ponad 56 tysięcy talarów. Początkowo kościół nosił imię św. Pawła, jednak po zajęciu go w 1945 przez katolików zmieniono wezwanie na obecne (św. Paweł był już patronem bazyliki archikatedralnej). W 1950 abp Walenty Dymek erygował tu nową parafię. Renowacja po zniszczeniach wojennych zakończyła się dopiero w 1964 roku.

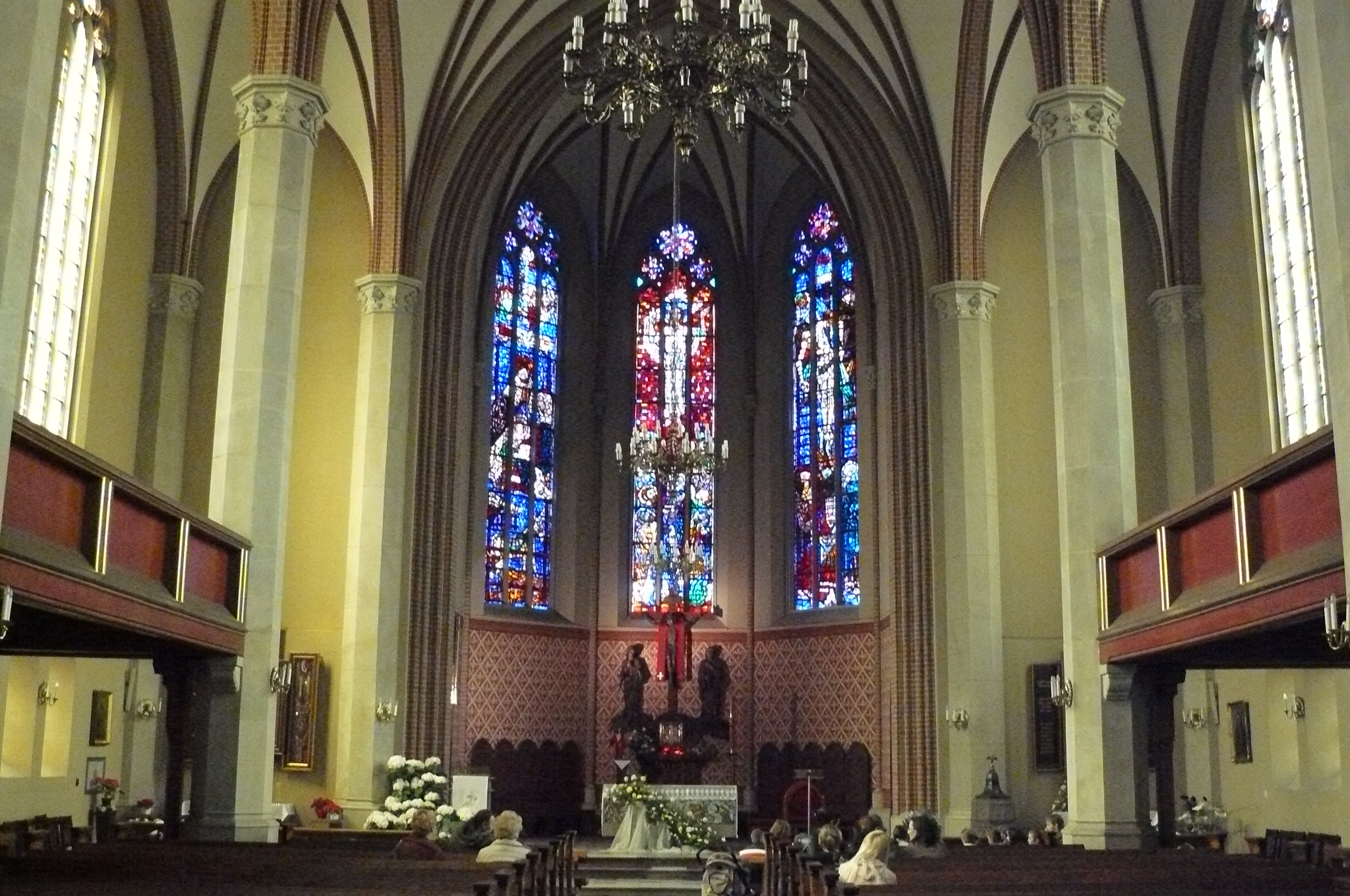
Wnętrze

Z zewnątrz najbardziej charakterystycznym elementem jest wznosząca się na 70 m wieża (krzyż na jej szczycie ma 2,6 m wysokości). W neogotyckim portalu tondo przedstawiające głowę Chrystusa, powyżej rozeta. Wnętrze trójnawowe, przykryte sklepieniem gwiaździstym w nawie głównej, a sklepieniem krzyżowym w nawach bocznych. Z pierwotnego wystroju pozostały jedynie skrócone empory, chrzcielnica wykonana pomiędzy 1867 a 1869. Witraże w prezbiterium pochodzą z 1959 roku, a ich autorem jest Józef Oźmin. Te znajdujące się w prezbiterium przedstawiają Adorację Dzieciątka Jezus, Zdjęcie z krzyża i Wniebowstąpienie. W prezbiterium rzeźba przedstawiająca Pasję dłuta Lecha Czuba. W lewym ołtarzu bocznym przedstawienie Niepokalanego Serca Najświętszej Marii Panny, zaś po prawej Miłosierdzia Bożego. Po bokach od ołtarzy obrazy Matki Boskiej Nieustającej Pomocy i św. Tadeusza Judy
Przy kościele znajduje się Głaz Piotra Majchrzaka z inskrypcją: Jeśli ludzie zamilkną, kamienie wołać będą, poświęcony Piotrowi Majchrzakowi, który 11 marca 1982, w wieku 19 lat, został pobity przez ZOMO. Zmarł 18 marca. Przy kościele przed dawną pastorówką (dziś domem parafialnym), zbudowaną w latach 1886–1887, znajduje się odsłonięty w 2000 roku pomnik Jezusa Chrystusa autorstwa Eugeniusza Olechowskiego upamiętniający dwa tysiące lat chrześcijaństwa i 50-lecie parafii.
Obecnie wielu uważa kościół za jedno z najważniejszych dzieł XIX-wiecznego neogotyku w Polsce.
Od 2017 r. wielkopostny kościół stacyjny.
Na terenie dawnego cmentarza ewangelickiego parafii św. Pawła przy ul. Grunwaldzkiej (obecnie Park Manitiusa) zachowała się kaplica z 1896 roku.

## Organy
Przed obecnym instrumentem w kościele znajdowały się 30-głosowe organy firmy Sauer, których dyspozycja pozostaje nieznana.
Poprzez pogarszający się stan instrumentu konieczna była budowa nowych organów. Prace powierzono firmie Paula Voelknera z Bydgoszczy. Jest to największy zachowany instrument tego budowniczego na świecie i jedyny z trzema manuałami. W chwili wykonania organy miały 52 głosy. Do budowy wykorzystano dawny prospekt z organów Sauera. Przebudową organów zajął się J. Goebl z Gdańska, lecz prawdopodobnie jej nie ukończył. Po II wojnie światowej Robert Polcyn dokonał częściowej rekonstrukcji instrumentu i doprowadził go do stanu używalności. 
Organy po 2000 roku przeszły generalny remont przeprowadzony przez organmistrza Jana Drozdowicza z Poznania.
Dyspozycja instrumentu:
| Manuał I           | Manuał II             | Manuał III            | Pedał                |
| ------------------ | --------------------- | --------------------- | -------------------- |
| 1. Prinzipal 16'   | 1. Geigenprinzipal 8' | 1. Bordun 16'         | 1. Prinzipalbass 16' |
| 2. Prinzipal 8'    | 2. Salizional 8'      | 2. Ital. Prinzipal 8' | 2. Subbass 16'       |
| 3. Dulziana 8'     | 3. Quintaton 8'       | 3. Gamba 8'           | 3. Echobass 16'      |
| 4. Gemshorn 8'     | 4. Gedackfloete 8'    | 4. Vox coelestis 8'   | 4. Quintbass 10 2/3' |
| 5. Floete harm. 8' | 5. Gamba 4'           | 5. Konzertfloete 8'   | 5. Oktavbass 8'      |
| 6. Gedackt 8'      | 6. Fugara 4'          | 6. Rohrfloete 8'      | 6. Bassfloete 8'     |
| 7. Oktave 4'       | 7. Gedackt 4'         | 7. Floete harm. 4'    | 7. Oktave 4'         |
| 8. Rohrfloete 4'   | 8. Octave 2'          | 8. Oktave 4'          | 8. Floete 2'         |
| 9. Quinte 2 2/3'   | 9. Quinte 1 1/3'      | 9. Nasat 2 2/3'       | 9. Trompete 8'       |
| 10. Prinzipal 2'   | 10. Nachthorn 1'      | 10. Piccolo 2'        | 10. Pozaune 16'      |
| 11. Kornet 3-f     | 11. Sesquialtera      | 11. Terz 1 3/5'       |                      |
| 12. Mixtur 4-f     | 12. Zimbel 2-f        | 12. Rauschquinte 2-f  |                      |
| 13. Trompete 8'    | 13. Englischhorn 8'   | 13. Tuba 8'           |                      |

## Dzwony
Na wieży wiszą trzy dzwony – jeden z oryginalnego zestawu, pęknięty, oraz dwa międzywojenne, odlane w 1932 w Stoczni Gdańskiej.
|              | Imię     | Waga (kg)   | Ton                           | Średnica | Rok odlania | Odlewnia            |
| ------------ | -------- | ----------- | ----------------------------- | -------- | ----------- | ------------------- |
| Mały dzwon   | Wiara    | ok. 550 kg  | nieokreślony (dzwon pęknięty) | 96 cm    | 1868        | Carl Schoen, Poznań |
| Średni dzwon | Nadzieja | ok. 1300 kg | es’                           | 127 cm   | 1932        | Stocznia Gdańska    |
| Duży dzwon   | Miłość   | ok. 2000 kg | c'                            | 150 cm   | 1932        | Stocznia Gdańska    |